# Middan som frös inne
Middan som frös inne (engelska: Late for Dinner) är en amerikansk dramafilm från 1991 i regi av W.D. Richter. I huvudrollerna ses Peter Berg, Brian Wimmer och Marcia Gay Harden. I övriga roller märks Peter Gallagher, Richard Steinmetz och Janeane Garofalo.

## Rollista i urval
- Peter Berg - Frank Lovegren
- Brian Wimmer - Willie Husband
- Marcia Gay Harden - Joy Husband
- Colleen Flynn - Jessica Husband som vuxen
- Peter Gallagher - Bob Freeman
- Richard Steinmetz - Donald Freeman som vuxen
- Cassy Friel - Jessica Husband som barn
- Ross Malinger	- Donald Freeman som barn
- Luce Rains - Duane Gardener
- John Prosky - Officer Tom Bostich
- Bo Brundin - Dr. Dan Chilblains
- Donald Hotton - Dr. Chris Underwood
- Kyle Secor - Leland Shakes
- Billy Vera - Radio D.J. (röst)
- Jeremy Roberts - lastbilschaufför
- Janeane Garofalo - flickan vid disken